# Högsbo kyrka
Högsbo kyrka är en kyrkobyggnad som tillhör Högsbo församling i Göteborgs stift. Den ligger i stadsdelen Högsbo nära Axel Dahlströms torg i Göteborgs kommun.

## Tillkomst
Kyrkan började uppföras 1964 invigdes 1966. Den hade ritats av arkitekterna Bror Thornberg och Thorsten Roos från Malmö och de fick uppdraget efter att ha vunnit en arkitekttävling. Mottot för deras förslag var Vår Gud är oss en väldig borg och "som en medeltida försvarsanläggning reser sig en kraftfull och sluten byggnadsvolym på en sluttning". Kyrkan är en av de få större byggnader utanför Malmö, som Roos arbetade med. 

## Kyrkobyggnaden
Kyrkan är en tidig representant för stilen brutalism. Fyra olika stora byggnadsdelar är uppförda i betong med en fasad av frilagd gnejsballast från Askim — ett material som dittills använts vid flerbostadsbyggande. Byggnaden präglas av strikt rätvinkliga geometriska former och längs hela norr- respektive sydfasaden löper långsmala fönsterband. De bryts på fyra ställen av kraftiga betongbalkar, som bär upp taket. Betongen är platsgjuten och synliga skarvar saknas mellan elementen. Fasaden har sammanhängande glasytor i stora partier eller i smala fönsterband. 
Kyrksalen har oregelbunden form med mycket stor rymd, där den strama ljusföringen med släpljus bidrar till intrycket. Salen är placerad i traditionell öst-västlig riktning med koret i öster. Ljuset spelar över innerväggarna, där betongen har gjutits i en fritt varierad, rätvinklig relief. Interiören domineras av råbetong, svart skiffer och omålat trä. Sammantaget är Högsbo kyrka med sin slutenhet, grova materialverkan och avsaknad av historiska referenser en tidstypisk representant för 1960-talets svenska kyrkobyggande. Den har emellertid inte den kompromisslösa arkitektur som finns i andra kyrkor från samma tid. Kyrkan är i allt väsentligt oförändrad från byggnadstiden.  

## Inventarier
- Altare, predikstol och dopfunt är utförda i ek och svart skiffer från Grythyttan. Samma skiffer har även använts till golv.
- Rummet omsluts av en 70 meter lång mosaikfris av Knut Irwe, som skildrar Jesu liv. Den tog sju år att slutföra.
- Irwe har även utformat korväggens fyra meter höga krucifix i glasmosaik och fem fönster med glasmålningar, som symboliserar de kyrkliga högtiderna.
- Ljusbäraren i smidesjärn är skapad av Bert Johansson.

### Orgel
Orgelhuset står på en bjälke över läktaren, medan det finns två spelbord - ett i koret och ett på läktaren. Orgeln, som har ett elektromekaniskt system, är tillverkad 1966 av Hammarbergs Orgelbyggeri AB med tjugo stämmor fördelade på huvudverk, svällverk och pedal.

## Övriga byggnadsdelar
Klockstapeln står i tomtens nordöstra hörn och anläggningen innehåller även pastorsexpedition och ungdomslokaler inrymda i en separat byggnad. Mellan denna och kyrkan har en intim gård skapats. Under kyrksalen finns församlingslokaler.

## Övrigt
Kyrkan har fått fungera som typexempel på en modern förortskyrka i film och TV. Ett exempel på detta kan ses i filmen Miffo där Högsbo kyrka får stå som storstadskontrast till Trollhättans mer landsortsbetonade kyrkobyggnad.

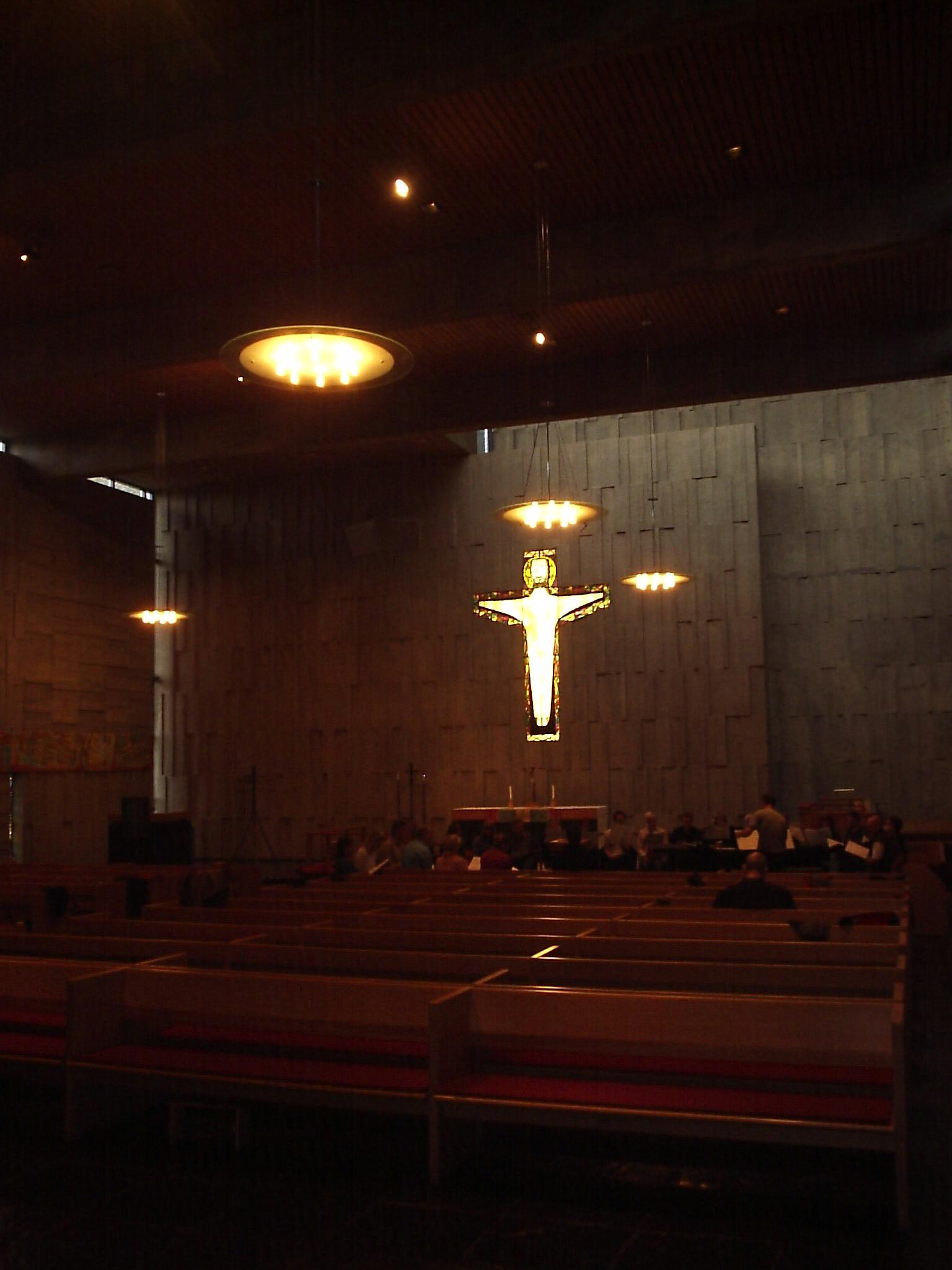
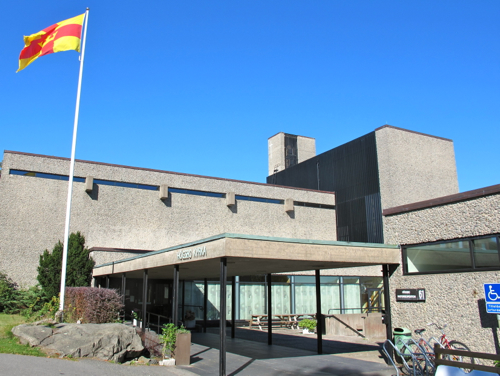
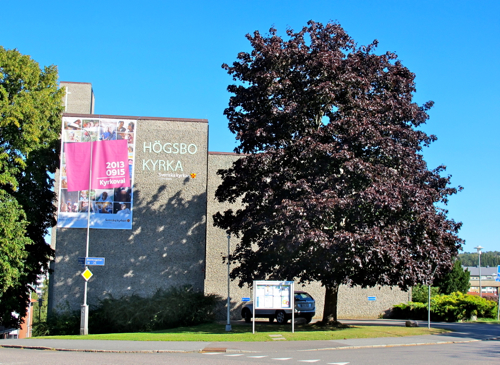
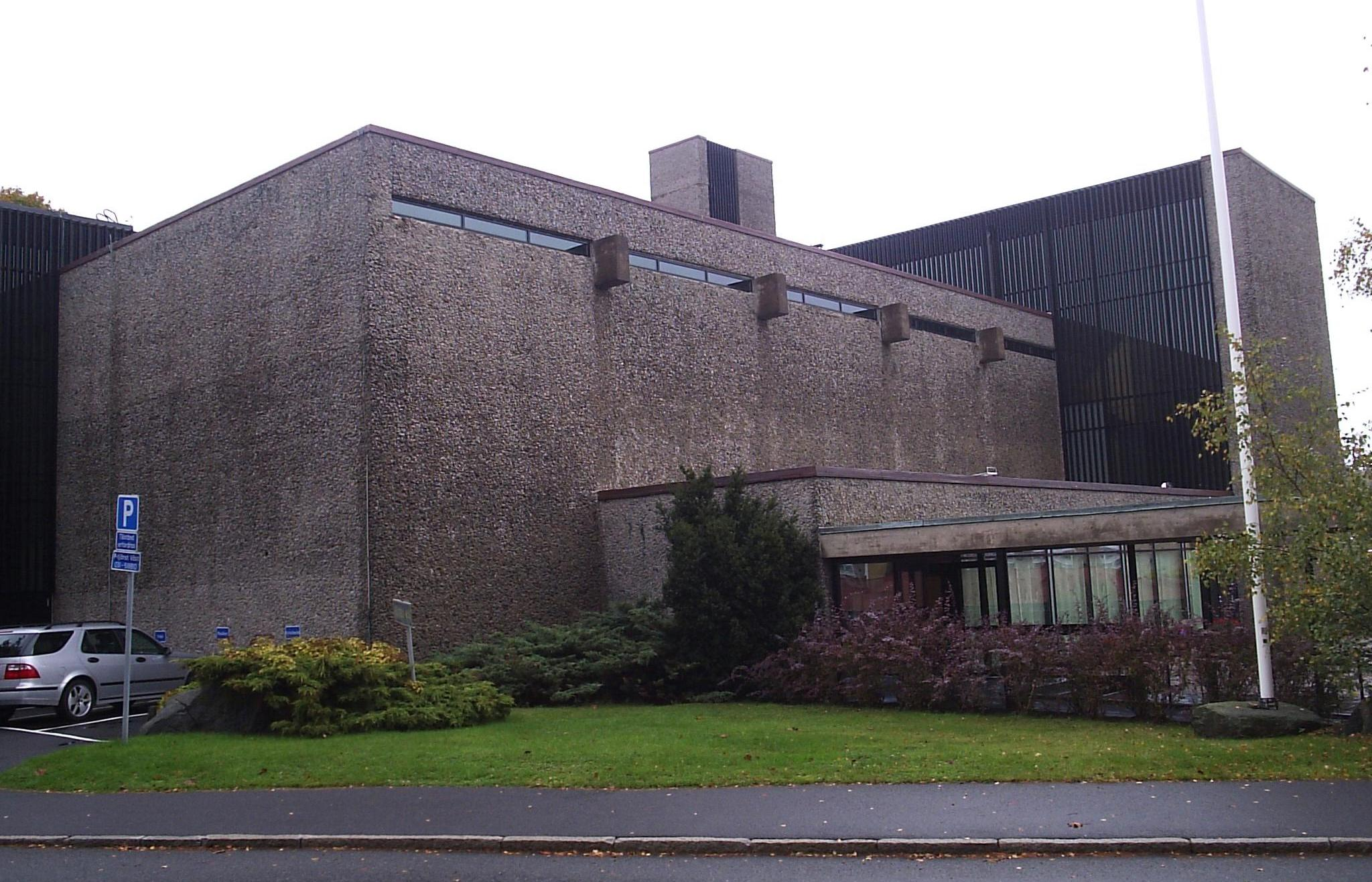